# Шахам, Гил
Гил Шаха́м (англ. Gil Shaham; род. 19 февраля 1971, Эрбана, США) — израильско-американский скрипач.

## Очерк биографии и творчества
Родился в семье израильских учёных Яакова Шахама (до 1968 года — Бронштейн; 1942—1995) и Меиры Дискиной (род. 1944), проходивших в это время постдокторантуру в Иллинойсском университете. Отец — астрофизик, профессор физики Колумбийского университета; мать — цитогенетик. Когда ему было два года, семья вернулась в Иерусалим, где в возрасте семи лет он начал брать уроки игры на скрипке у Шмуэля Бернштейна в Иерусалимской академии музыки и танца имени Рубина. Позже занимался у Хаима Тауба. В 1981 году дебютировал с Израильским филармоническим оркестром под управлением Зубина Меты и Иерусалимским симфоническим оркестром под управлением Саши Шнайдера. В том же году начал обучение в музыкальной школе Аспена у Дороти Делэй и Дженса Элтермана, а в 1982 году выиграл стипендию на дальнейшее обучение в Джульярдской музыкальной школе в Нью-Йорке, после окончания которой продолжил учёбу в Колумбийском университете. Живёт в Нью-Йорке.
В основе репертуара Шахама — музыка классико-романтической эпохи. Значительное место отведено музыке XX века (И. Ф. Стравинский, С. С. Прокофьев, А. Берг, Б. Барток), в том числе ансамблевой (среди записей Квартет на конец времени О. Мессиана, «Fratres» А. Пярта). Гастролировал во многих странах мира, в том числе (с 2006) в России. С 1992 выступает с сольными концертами в Карнеги-холле, в 1998 совместно с оркестром Михаила Плетнёва исполнил там Скрипичный концерт А. К. Глазунова.
Играет на скрипке Страдивари «Comtesse de Polignac» (1699). Был удостоен премий Музыкальной академии Киджи (Premio Internazionale Accademia Musicale Chigiana, 1992) и Грэмми (1999). В 2003 году основал лейбл звукозаписи Canary Classics.
Ряд записей осуществил вместе с сестрой — пианисткой Орли Шахам (род. 1975, замужем за дирижёром Дэвидом Робертсоном). Брат — Шай Шахам (род. 1968), молекулярный биолог и цитогенетик. Жена — скрипачка Адель Энтони, трое детей.
Премия «Грэмми» (1998).